# Trichodesma aucheri
Trichodesma aucheri är en strävbladig växtart som beskrevs av Dc. Trichodesma aucheri ingår i släktet Trichodesma och familjen strävbladiga växter. Inga underarter finns listade i Catalogue of Life.